# ایچیا کوماگائه
 ایچیا کوماگائه (انگلیسی: Ichiya Kumagae؛ زاده ۱۰ سپتامبر ۱۸۹۰ درگذشته ۱۶ اوت ۱۹۶۸) یک تنیس‌باز اهل ژاپن بود.